# Михельська папірня
Михельська папірня - паперова фабрика у с. Михля, була заснована в 1845 році купцем 3-ї ґільдії Шапіро у маєтку поміщиці. Фабрика виготовляла передусім писальний папір. Продукцію продавали на місці, у Волинській губернії, а також збували до сусідніх, Київської і Подільської. За перший рік існування фабрика виготовила паперу на 13 820 рублів.
У 1845-1857 роках фабрика орендувалася племінником Шапіро. 27 грудня 1855 року орендар отримав дозвіл департаменту поліції і генерал-губернатора на працевлаштування 30 робітників-гебреїв.
Після пожежі на Славутській папірні, її робітники перейшли на роботу до Михельської.
12 грудня 1874 року Михельська папірня також згоріла. По недовгому часі роботу фабрики було відновлено.
Станом на 1914 рік на папірні працювало 36 робітників. Від початку Першої світової війни виробництво паперу почало скорочуватися. У 1915 році на фабриці працювало лише 30 робітників.
У 1922 році Михельська папірня згоріла. Після того вона більш не відновила свою роботу. За дивним збігом обставин, пожежа на Михельській папірні сталася водночас із пожежею Сивківської та закриттям Ташківської папірень Ізяславського повіту. Ймовірно це була цілеспрямована акція більшовицької влади з ліквідації невеликих папірень повіту.